# Tambak Cemandi
Tambak Cemandi is een bestuurslaag in het regentschap Sidoarjo van de provincie Oost-Java, Indonesië. Tambak Cemandi telt 2841 inwoners (volkstelling 2010).